# MZ ETZ 150
MZ ETZ 150 – motocykl produkowany w latach 1985–1991 w Zschopau, będący następcą modelu TS 150.
Równolegle z tym modelem produkowano mało popularny w Polsce model MZ ETZ 125.

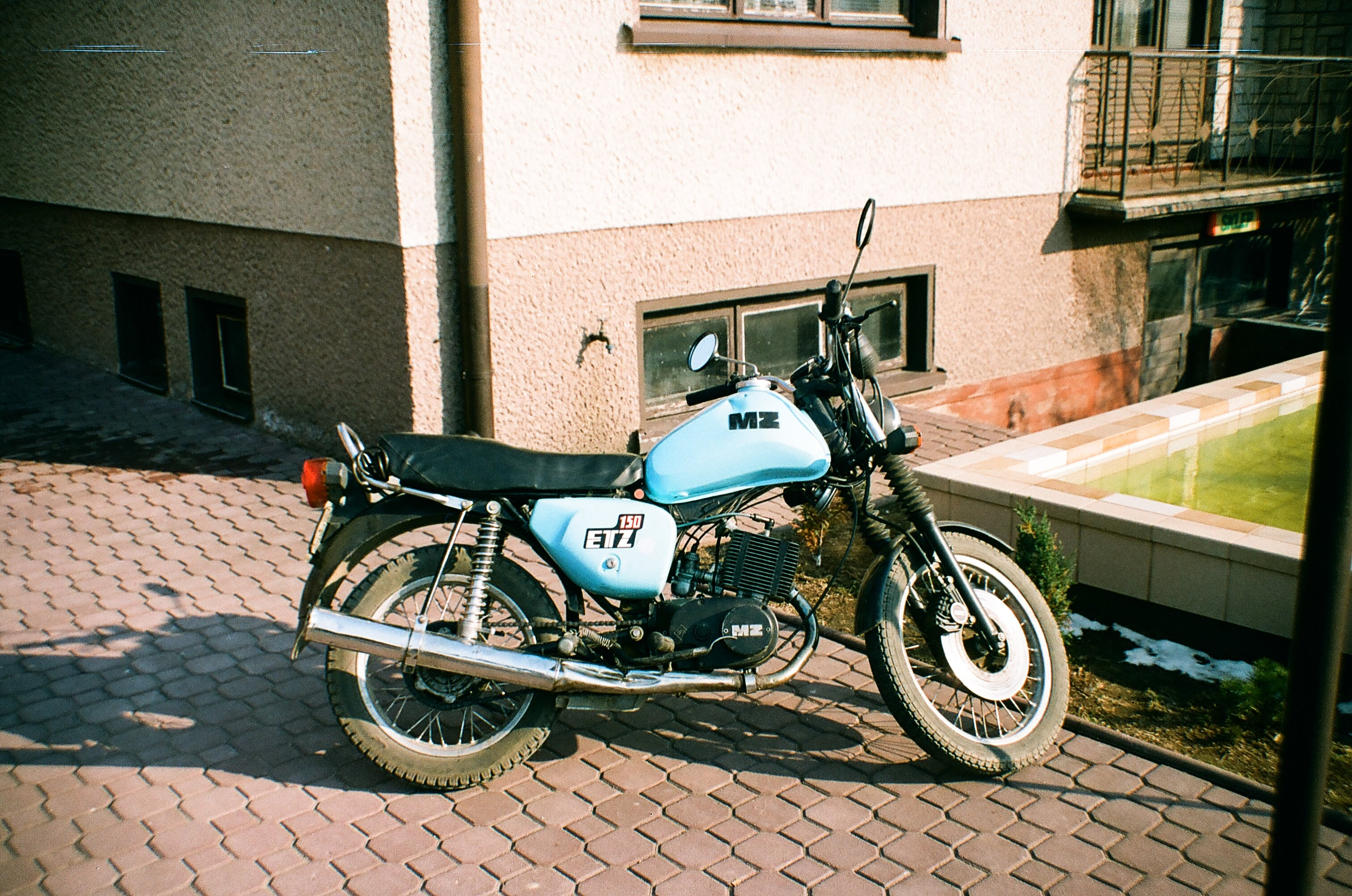

## Podwozie
- Konstrukcja ramy – grzbietowa, spawana ze stalowych belek
- Zawieszenie przednie – widelec teleskopowy, tłumienie olejowe
- Zawieszenie tylne – dwa olejowe elementy resorująco-tłumiące
- Skok przedniego zawieszenia – 185 mm
- Skok tylnego zawieszenia – 105 mm

## Silnik
- Typ silnika – EM 150.2 (EM 150.1)
- Pojemność skokowa – 143 cm³
- Moc maksymalna – 9,0 kW/12,2 KM przy 6000 obr./min (10,5 kW/14,3 KM przy 6500 obr./min – eksport)
- Moment obrotowy – 15 Nm przy 5000-5500 obr./min (15,8 Nm przy 6200 obr./min - eksport)
- Średnica/skok tłoka (mm) – 56/58
- Kąty otwarcia okien w cylindrze - (*owk - wydech/płuczące/dolot) 169,5/114/151 (179/120/155 - eksport)
- Długość korbowodu (mm) - 125
- Stopień sprężania – 10,0:1
- Zębatki przód/tył – 16/48 (15/48)
- gaźnik – BVF 24 N 2-2
- Alternator - szczotkowy 12v, 210w
- Prędkość maksymalna – 105 (110) km/h